# Kolodeazkî, Korostîșiv
Kolodeazkî (în ucraineană Колодязьки) este un sat în comuna Strîjivka din raionul Korostîșiv, regiunea Jîtomîr, Ucraina.

## Demografie
Componența lingvistică a localității Kolodeazkî
     Ucraineană (95,76%)
     Rusă (4,24%)
Conform recensământului din 2001, majoritatea populației localității Kolodeazkî era vorbitoare de ucraineană (95,76%), existând în minoritate și vorbitori de rusă (4,24%).